# منحنی جاب
منحنی جاب (Job plot) که آنرا روش جاب یا روش تغییرات پیوسته نیز می‌شناسیم اغلب برای تعیین استرئوشیمی رخدادهای پیوندها بکار می‌رود. این روش به‌طور گسترده در شیمی تجزیه، آنالیزهای صنعتی و متون تعادل شیمیایی پیشرفته و مقالات پژوهشی استفاده می‌گردد.
در محلولها دو گونه وجود دارند (مثلاً گونه ۱ و گونه ۲) که یک گونه از ۱ ممکن است با گونه‌های دیگری از ۲ پیوند دهد. در برخی از موارد تعداد بیشتری از گونه ۱ خواهد توانست با یک گونه از ۲ پیوند دهد. یک راه برای تعیین مقدار گونه ۱ متصل شده به گونه ۲ استفاده از  منحنی جاب است.
در این روش، غلظت مولی کل دو گونهٔ اولیه (مثلاً پروتئین و لیگاند یا فلز و لیگاند) ثابت نگه داشته می‌شود اما کسر مولی آنها متغیر  است.